# Thomas Arne
Thomas Augustine Arne (12 de marzo de 1710-5 de marzo de 1778) fue un compositor inglés, conocido sobre todo por su canción patriótica Rule Britannia, parte de un aria de su ópera Alfred y por las adaptaciones musicales para las puestas en escena de William Shakespeare.

## Biografía
Arne nació en el área de Covent Garden de Londres, en el seno de una familia que había prosperado gracias al negocio de la tapicería. Estudió en Eton College y desde su más temprana juventud ya estaba interesado por la música. Una reunión con Michael Festing le dio la oportunidad de complacer su interés, aunque su padre todavía quisiera hacer de él un abogado.
La hermana de Arne, Susannah Maria Arne, era una famosa contralto que participó en alguna de sus obras, incluida su primera ópera, Rosamund, compuesta en 1733. Fue su hermano quien le enseñó a cantar, el cual había aprendido en 1732, junto con su hermano Richard. En 1736, Arne se casó con otra cantante, Cecilia Young (cuya hermana Isabella estaba casada con el compositor John Frederick Lampe). Las óperas y las mascaradas de Arne llegaron a ser muy populares, y recibieron incluso el mecenazgo de Federico Luis de Hannover, en cuya casa, Cliveden, compuso Rule Britannia.
En 1750, después de una discusión con David Garrick, siguió con Susannah en el teatro de Covent Garden. En 1755, se separó de su esposa, alegando que era una enferma mental. Mientras tanto había comenzado una relación con una de sus pupilas, Charlotte Brend, una soprano con la que tuvo un niño prodigio y que participó en algunos de sus trabajos. Ella se casó más adelante con un violinista. En 1777, poco antes de su muerte, Arne y su esposa se reconciliaron. Tuvieron un hijo, Michael Arne.
La mayor parte de la obra de Arne es de orden lírico; sus sinfonías, oberturas, conciertos para órgano, etc. son en general adaptaciones de sus más de 90 óperas y mascaradas. Buena parte de dicha obra está perdida, quemada durante el incendio del teatro de Covent Garden de 1808.
En 1762 estrenó en el Covent Garden de Londres su ópera Artaxerxe; y en 1765 La olimpiada, esta vez en el Teatro Haymarket, ambas óperas con libreto de Pietro Metastasio.